# Rio Joeba
O Rio Joeba é um rio brasileiro do estado do Espírito Santo. É um afluente do rio Benevente, apresenta 15 km de extensão e drena uma área de 72 km².
O rio Joeba nasce na serra Capixaba, a uma altitude de aproximadamente 820 metros. Ao longo de todo o seu percurso, o rio Joeba serve de limite entre os municípios de Alfredo Chaves e Anchieta.